# Memento mori

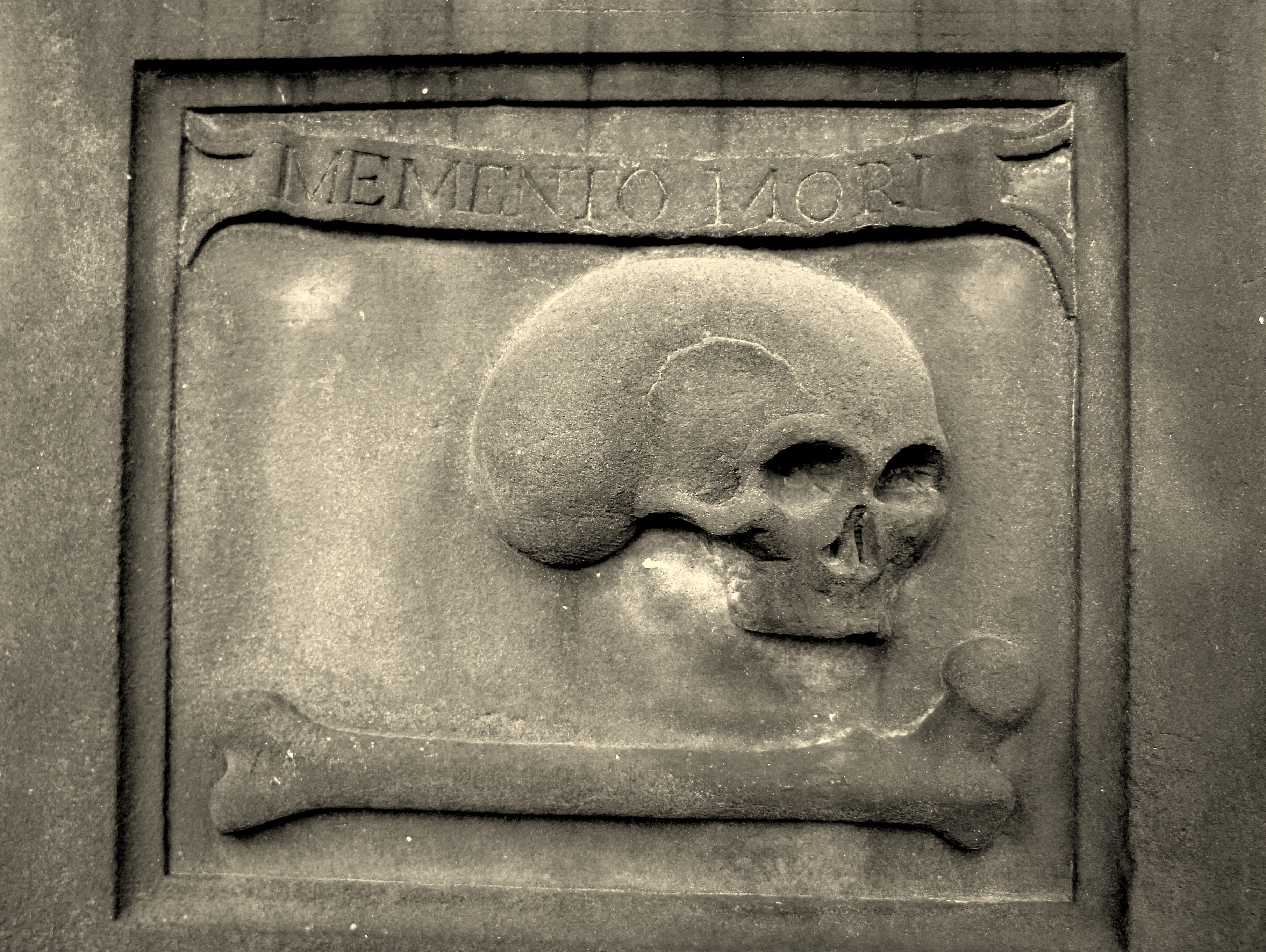
Memento mori. Inscripție pe piatră funerară (1746), Edinburgh

Memento mori (în limba latină: Nu uita că vei muri) este un trop artistic sau simbolic care servește ca o amintire a inevitabilității morții. Conceptul își are rădăcinile în filosofii antichității clasice și ai creștinismului, și a apărut în arta funerară și arhitectură începând cu Evul Mediu.
Cel mai comun imprimeu este craniul, adesea însoțit de oase. De multe ori, acest lucru este suficient pentru a evoca tropul, dar alte motive includ un sicriu, o clepsidră sau flori ofilite pentru a semnifica impermanența vieții. Adesea, acestea funcționează într-o operă a cărei temă principală este alta, cum ar fi un portret, dar vanitas este un gen artistic în care tema morții este subiectul principal. Danse Macabre și moartea personificată cu o coasă, ca Grim Reaper, sunt evocări și mai directe ale tropului.